# ردیف (پایگاه داده)
ردیف در جستار پایگاه داده رابطه‌ای، که تاپل نیز ممکن است نامیده می‌شود. نشانگر یک واحد داده ساختار یافته در جدول است. به زبان ساده، می‌توان یک جدول پایگاه داده را آمیخته‌ای از سطرها و ستون‌ها در یادگرفت. هر ردیف در یک جدول مجموعه ای از داده‌های مرتبط را نشان می‌دهد برخلاف ستون که مجموعه از داده‌های همسان را نشان می‌دهد.
به عنوان مثال، در یک جدول که شرکت‌ها را نشان می‌دهد، هر ردیف یک شرکت واحد را نشان می‌دهد. ستون‌ها ممکن است چیزهایی مانند نام شرکت، آدرس خیابان شرکت، اینکه آیا شرکت سهامی عام است، شماره مالیات بر ارزش افزوده و غیره در یک جدول که نشان دهنده انجمن از کارمندان با بخش‌ها، هر ردیف یک کارمند را با یک بخش مرتبط می‌کند.
هر ستون انتظار یک مقدار داده از یک نوع خاص را دارد. به عنوان مثال، یک ستون ممکن است به یک شناسه منحصر به فرد نیاز داشته باشد، ستون دیگر ممکن است به متنی نیاز داشته باشد که نشان دهنده نام یک فرد باشد، دیگری ممکن است به یک عدد صحیح نیاز داشته باشد که نشان دهنده پرداخت ساعتی به دلار باشد.
|        | ستون ۱         | ستون ۲         |
| ردیف ۱ | ردیف ۱، ستون ۱ | ردیف ۱، ستون ۲ |
| ردیف ۲ | ردیف ۲، ستون ۱ | ردیف ۲، ستون ۲ |
| ردیف ۳ | ردیف ۳، ستون ۱ | ردیف ۳، ستون ۲ |